# パワーメタル
パワーメタル (Power Metal)とは、ヘヴィメタルのジャンルの一つ。

## 概要
デスメタルやブラックメタルの荒々しいサウンドに対するリアクションとして、1980年代の後期にパワーメタルシーンができあがった。このジャンルの先駆けとしては、ジューダス・プリーストやアイアン・メイデンのようなハイトーンヴォーカルとスラッシュメタル由来のスピードを組み合わせることで、メロディアスで疾走感みなぎる新たな形式を生み出したドイツのハロウィンがいる。また、スウェーデンのハンマーフォール、イギリスのドラゴンフォース、フロリダのアイスド・アースなどは、明らかに伝統的なNWOBHMのスタイルに影響を受けたサウンドを展開している。日本や南アメリカなどではこのジャンルの人気が根強く、ブラジルのアングラなどがポピュラーなバンドとして知られている。
パンテラは、国内盤のアルバムの帯にジャンル：パワー・メタルと表記されている。これは日本のレコード会社がパンテラの斬新なサウンドを、それまでのヘヴィメタルと区別するためにインディーズ時代のアルバム「Power Metal」(1988)からとったものであるが、本項で取り扱う音楽的特徴とは大きく異なる。広い意味でヘヴィメタルのサブジャンルであるという以外、直接の関係はない。

## 起源
ドキュメンタリー映画「メタル・ヘッドバンガーズ・ジャーニー」のサム・ダン監督によれば、パワーメタルの起源は1970年代まで遡ることができるという。パワーメタルのテーマがロニー・ジェイムス・ディオによって提示されたというのである。彼がレインボーで書いた歌詞は、中世的、SF的、あるいは民俗的な主題をはじめとしたファンタジーをテーマとして指向したものであり、現在のパワーメタルバンドに直接的な影響を与えている。楽曲"Stargazer"、"Kill the King"は最初期のパワーメタルの例として挙げられることさえある。
サム・ダンは自身が監督したドキュメンタリーシリーズMetal Evolutionで、ジューダス・プリーストのロブ・ハルフォードがいかにパワーメタルにおけるヴォーカルスタイルの青写真を描いたかを説明している。ロブのハイトーンヴォーカルはパワーメタルの大きな特徴の一つとなった。また、K・K・ダウニングとグレン・ティプトンのツインギターもジャンルに多大な影響を与えることとなった。
メロディの面では、メタルにエピックでメロディックな要素を持ち込んだアイアン・メイデンも現在のパワーメタルバンドに大きな影響を与えたといわれる。彼らが生み出したシンガロング（sing along）のできる音楽スタイルはパワーメタルの大きな特徴といえる。
ドイツにおける初期のシーンではスコーピオンズ、アクセプトからの影響が強い。このシーンを指して、ジャーマン・メタルという日本独自の用語が使われていたこともある。
ハロウィンが1987年にリリースした2ndアルバムKeeper of the Seven Keys, Pt. 1は、Allmusicによって本ジャンルの金字塔的作品として位置づけられている。

## 音楽的特徴
パワーメタルの大きな特徴は、速いテンポ、メロディアスなハーモニーである。その意味ではスピードメタルからの影響が強いともいえる。大雑把な言い方をすれば、オーセンティックなヘヴィメタルとスラッシュメタルの中間的な音像（適度にメロディアスでありつつ、ベース、ドラムの音数が多い。）という捉え方もできる。

### ヴォーカル・スタイル
ディオ、ブルース・ディッキンソン、ハルフォード、ジェフ・テイトなどのヴォーカリストから影響を受けたハイトーンで、非常にレンジの広いヴォーカルスタイルが一般的である。ヴォーカリストの大多数はテナーの音域で歌い、非常に高い声を出すことが出来る。代表的なヴォーカリストとしてはストラトヴァリウスのティモ・コティペルトやハロウィンのマイケル・キスク、アンディ・デリス、アングラのアンドレ・マトスなどがいる。
もちろん、ハイトーンで歌うヴォーカリストしか存在しないというわけではなく、低いレンジで歌うヴォーカリストも多数存在する。グレイヴ・ディガーのChris Boltendahlやガンマ・レイのカイ・ハンセン、レイジの“ピーヴィ”ワグナーのようにスラッシュメタルに似たスタイルをとるものもいる一方で、チルドレン・オブ・ボドムのアレキシ・ライホやウィンターサンのヤリ・マーエンパーのようにグロウルを使うものもいる。

### 歌詞
「魔法使い」、「剣」、「星空」、「ドラゴン」など、ファンタスティックで幻想的な世界が描かれているものが多い。ディオやラプソディー・オブ・ファイアなどにおいてもこれは顕著である。

### 楽器
ギターやベースはかなり速い速度で刻まれるが、コードは割合ゆっくりと進行していく。ギターソロでは速弾きといったスタイルが披露されることが多い。著名なギタリストではガンマ・レイのカイ・ハンセンやハロウィンのマイケル・ヴァイカート、ストラトヴァリウスのティモ・トルキなどがいる。また、イングヴェイ・マルムスティーンのネオクラシカルなスタイルも多くのギタリストにインパクトを与えたといわれる。
ドラムパターンはツー・バスを踏み続けるものが多い。このスタイルはハロウィンのドラマーであったインゴ・シュヴィヒテンバーグが用いたものであり、後のドラマーに計り知れない影響を与えたといわれる。ブラインド・ガーディアンやアイスド・アースのドラマーなどのように、よりスラッシュメタルに近いスタイルをとっているものもいる。
キーボードが取り入れられることも多い。ストラトヴァリウスのキーボーディストであるイェンス・ヨハンソンは、ディープ・パープルのジョン・ロードのサウンドをモダン化し、取り入れている。

## パワーメタルのスタイル
アメリカとヨーロッパの２種類がある。

### アメリカン・スタイル
1980年代初頭のアメリカで、トラディッショナルメタルやNWOBHMから主に影響を受けたバンドが現れた。アメリカのパワーメタル(USPMなどと略記されることもある)は速く、エネルギッシュな音楽性を持っている。ヨーロッパのスタイルよりもリフ主体であり、キーボードを取り入れていない場合もある。スラッシュメタルと比べると、メロディアスで、ギターのリードフレーズに重きが置かれる。レンジが広いオペラ風のヴォーカルが広く用いられていることでも知られている。このようなトレンドはヨーロッパのパワーメタルが隆盛する1980年代後半から1990年代前半まで続くこととなる。このスタイルは北アメリカ出身のバンドに限定されたものではなく、Sacred SteelやMajestyなどのヨーロッパのバンドや、オーストラリアのPegazusのようなバンドがのちにアメリカのパワーメタルにインスパイアされたスタイルをとっている。
クイーンズライクのウォーニングやフェイツ・ウォーニングのスペクター・ウィズインのようなプログレッシブメタルバンドの初期のリリースは、数多くのバンドに多大な影響を与えた。この影響をもとに1980年代後半のサウンドが形成されていくこととなる。この時代の音楽性を表すバンドとしては、マノウォー、ヴィシャス・ルーマーズ、ライオット、ジャグ・パンツァーが著名であるが、その一方で、クリムゾン・グローリー、サヴァタージ、サンクチュアリ、キルス・ウンゴルなどのようにプログレッシブな要素やエピックな要素を使ってサウンドをさらに深化させたバンドもいた。1990年代初頭になると人気が衰えたが、過去10年ほどでいくらか持ち直した。リージ・ロードやヘア・アパレントのようなバンドが再結成してライブを行っている。ヘルスター、オーメン、マニラ・ロードなどのように新譜をリリースするバンドもいる。

### ヨーロピアン・スタイル
ヨーロッパのパワーメタルはスピードメタルやNWOBHMにその起源を遡ることができる。1980年代後半になると、ドイツのシーンを中心として、ハロウィン、ランニング・ワイルド、レイジ、グレイヴ・ディガーやブラインド・ガーディアンといったバンドが現れる。1990年代初頭にはフィンランドのストラトヴァリウスがドイツのシーンに続いた。
ハンマー・フォールはトラディッショナル・メタルに近いスタイルをとって、パワーメタルの音楽性をシンプルにした。このスタイルはヨーロッパ中に広がり、プログレッシブな要素やフォークミュージックの影響をさらに取り入れることとなった。イタリアのエルヴェンキング、スウェーデンのファルコナー、デンマークのワザリング・ハイツは特にフォークミュージックからの影響を受けており、その一方、アングラ、キャメロット、シンフォニーX（ただし、上記３バンドはすべてヨーロッパ圏のバンドではない）はプログレッシブな要素を取り入れたバンドとして著名である。チルドレン・オブ・ボドムのように、よりアグレッシヴな音楽スタイルとパワーメタルを組み合わせたバンドもいる。ハロウィンのKeeper of the Seven Keys, Part 1とPart 2はヨーロッパ初のパワーメタルアルバムと考えられている。
21世紀に入ってからはドラゴンフォースとナイトウィッシュがメインストリームで商業的成功をみた。